# Hookeriopsis corcovadensis
Hookeriopsis corcovadensis là một loài Rêu trong họ Hookeriaceae. Loài này được (Reichardt) A. Jaeger mô tả khoa học đầu tiên năm 1877.